# Paratorchus grandis
Paratorchus grandis – gatunek chrząszczy z rodziny kusakowatych i podrodziny Osoriinae.
Gatunek ten opisany został w 1984 roku przez H. Pauline McColl jako Paratrochus grandis. Jeszcze w tym samym roku ta sama autorka zmieniła nazwę rodzaju na Paratorchus, w związku z wcześniejszym użyciem poprzedniej nazwy dla rodzaju mięczaków.
Chrząszcz o walcowatym ciele długości od 4 do 5,2 mm, barwy brązowawoczarnej z rudobrązowymi czułkami i odnóżami. Wierzch ciała jest grubo punktowany oraz rzadko i krótko owłosiony. Długość szczecinek okrywowych jest nie mniejsza niż odległości między nimi. Owalne oczy złożone buduje 7–9 omatidiów. Przedplecze ma od 0,78 do 0,86 mm długości i bardzo delikatną, siatkowatą mikrorzeźbę. Pokrywy charakteryzują prawie proste kąty ramieniowe oraz podobna jak na przedpleczu mikrorzeźba. Stopy mają spłaszczone, wstążkowate empodia i krótsze od nich pazurki. Odwłok ma silnie wydłużony ku tyłowi dziewiąty tergit, wyposażony w dwa spiczaste wyrostki tylno-boczne i mały, zaokrąglony wyrostek środkowy. U samca narząd kopulacyjny ma smukły, spiczasty i mniej więcej tak długi jak część rurkowata wyrostek boczny. Samicę cechuje wydłużona spermateka o wymiarach 0,16 × 0,06 mm i z przewodem ciasno, spiralnie skręconym na całej swojej długości.
Owad endemiczny dla Nowej Zelandii, znany ze środkowo-zachodniej części Wyspy Południowej. Spotykany jest w ściółce, silnie zbutwiałym drewnie i mchach.